# Plano beta
En geofísica dinámica de fluidos, una aproximación por la que el parámetro de Coriolis, f, se establece para variar linealmente en el espacio se denomina aproximación del plano beta.
En una esfera giratoria como la Tierra, f varía con el seno de la latitud; en la llamada aproximación del plano-f, esta variación se ignora, y se utiliza un valor de f apropiado para una latitud particular en todo el dominio. Esta aproximación puede visualizarse como un plano tangente que toca la superficie de la esfera en esta latitud.
Un modelo más preciso es una aproximación lineal serie de Taylor a esta variabilidad sobre una latitud dada {\displaystyle \phi _{0}}:
{\displaystyle f=f_{0}+\beta y}, donde {\displaystyle f_{0}} es el Parámetro de Coriolis en {\displaystyle \phi _{0}}, {\displaystyle \beta =(\mathrm {d} f/\mathrm {d} y)|_{\phi _{0}}=2\Omega \cos(\phi _{0})/a} es el Parámetro de Rossby, {\displaystyle y} es la distancia meridional desde {\displaystyle \phi _{0}}, {\displaystyle \Omega } es la velocidad de rotación angular de la Tierra, y {\displaystyle a} es el radio de la Tierra.
Por analogía con el plano f, esta aproximación se denomina plano beta, aunque ya no describe la dinámica en un hipotético plano tangente.  La ventaja de la aproximación del plano beta sobre las formulaciones más precisas es que no aporta términos no lineales a las ecuaciones dinámicas; dichos términos hacen que las ecuaciones sean más difíciles de resolver. El nombre "plano beta" deriva de la convención de denotar el coeficiente de variación lineal con la letra griega β.
La aproximación del plano beta es útil para el análisis teórico de muchos fenómenos de la dinámica de fluidos geofísicos, ya que hace que las ecuaciones sean mucho más manejables, pero conserva la importante información de que el parámetro de Coriolis varía en el espacio. En particular, las ondas de Rossby, el tipo de ondas más importante si se considera la dinámica atmosférica y oceánica a gran escala, dependen de la variación de f como fuerza restauradora; no se producen si el parámetro de Coriolis se aproxima sólo como una constante.